# Lourdesgrot (Valkenburg)
De Lourdesgrot is een religieus monument dat gelegen is op de Cauberg te Valkenburg in de Nederlandse provincie Limburg.
Op ongeveer 100 meter naar het oosten ligt de Gemeentegrot, op ongeveer 100 meter naar het zuiden ligt de Heilig Hartgroeve achter ECR Domaine Cauberg, het voormalige Ursulinenklooster, en op ongeveer 100 meter naar het zuidoosten ligt de Begraafplaats Cauberg en de Grotwoning Tante Ceel.

## Geschiedenis
Deze grot werd in de heuvelwand uitgehouwen in 1926 en is een kopie van de originele Grot van Massabielle zoals die zich te Lourdes bevindt, inclusief altaar en preekstoel, welke laatste door Sjef Eijmael werd vervaardigd. In 1929 werd in hardsteen een sacristie en een kiosk voor religieuze artikelen bijgebouwd naar ontwerp van architect Dils. In 1934 werd een beeld van Bernadette Soubirous geplaatst, vervaardigd door atelier Linssen.

## Groeve
De Lourdesgrot is tegen de mergelwand aan gebouwd en is opgetrokken in beton. Achter de betonwand langs is er een trap van bovenop de betonwand naar een ruimte die in de mergel is uitgezaagd. De in het mergel uitgezaagde deel heeft een oppervlakte van 78 vierkante meter.

## Geologie
De groeve is uitgehouwen in de Kalksteen van Meerssen uit de Formatie van Maastricht.